# Ракошу де Сус (Ковасна)
Ракошу де Сус (рум. Racoşu de Sus) насеље је у Румунији у округу Ковасна. Oпштина се налази на надморској висини од 564 m.

## Становништво
Према подацима из 2011. године у насељу је живело 3077 становника.